# Gustaf von Numers (écrivain)
Gustaf von Numers, né le 21 mars 1848 à Maxmo, dans le grand-duché de Finlande (intégré à l'Empire russe) et mort le 6 février 1913 à Kannus, est un auteur de langue suédoise.

## Biographie
Gustaf Adolf von Numers est le fils d'un propriétaire terrien suédophone, August von Numers. Il fait ses études à Helsingfors (aujourd'hui Helsinki) en 1869. Exerçant la profession de chef de gare d'abord à Bennäs, puis à Kannus, de 1908 à 1913, il consacre son temps libre à la littérature et à la création de pièces de théâtre à succès.
Il fait la connaissance du metteur en scène Kaarlo Bergbom en 1887 et celui-ci après avoir lu les comédies de Numers, les créent au théâtre finnois d'Helsingfors. Sa première pièce est Erik Puke en 1888.
Il écrivait en suédois, mais était joué en finnois.
Le peintre héraldiste Gustaf von Numers lui est apparenté.